# Grim Reaper
Grim Reaper (с англ. — «Мрачный жнец») — британская хеви-метал-группа, которую относят к «новой волне британского тяжёлого метала» (NWOBHM). Группа была основана в 1979 году в Дройтвиче, Англия, гитаристом Ником Боукоттом, когда к нему присоединились вокалист Стив «Грим» Гриммет и бас-гитарист Дэйв Ванклин. Барабанщики первое время часто менялись, но в остальном состав оставался стабильным.

## История группы
Добившись популярности в родном городе, группа сделала прорыв в 1981 году, записав с барабанщиком Эдрианом Жаком демо Bleed ’em Dry, песня «The Reaper» с которого попала на сборник Heavy Metal Heroes.
Благодаря великолепному стилю игры Боукотта и хорошо поставленному вокалу Гриммета, на группу обратил внимание владелец звукозаписывающей компании Ebony Records. Прослушав три трека Grim Reaper, записанных на конкурсе местных команд, где коллектив в итоге оказался победителем, он предложил группе контракт со своей компанией. Дебютный альбом группы, See You in Hell, записанный всего за четыре дня, вышел на этом лейбле летом 1984 года и стал лучшей работой музыкантов. За барабанами на этот раз сидел Марк Саймон.
На диске были записаны восемь жестких, но мелодичных композиций с околооккультными текстами, из которых выгодным образом выделялся заглавный трек. На композицию «See You in Hell» был снят клип, попавший в ротацию на MTV. Уже в августе альбом пробился в чарты, достигнув 73-й строчки в Billboard. Пластинка довольно хорошо продавалась, чему способствовало и турне, которое Grim Reaper организовали в её поддержку. Группа имела положительные отзывы в прессе, а музыкальный критик из Los Angeles Times поставил группу на первое место в шкале «Heavy Metal Meter».
В 1985 году группа выпустила второй полноформатный альбом Fear No Evil также с Марком Саймоном в качестве барабанщика. Тематика текстов осталась прежней, тем не менее, альбом имел кое-какой успех. Пластинка попала в чарты, чему, вероятно, способствовало видео, снятое на композицию «Fear No Evil».
Юридические разбирательства со звукозаписывающей компанией задержали выход следующего альбома на два года. Третий альбом группы Rock You to Hell с Ли Харрисом на барабанах вышел в 1987 году. Однако время было потеряно, предпочтения публики сместились в сторону более тяжёлых жанров, таких как трэш-метал и спид-метал. Даже несмотря на то, что альбом содержал вполне неплохие композиции, такие как «You’ll Wish That You Were Never Born» и «When Heaven Comes Down», и были сняты видеоклипы к ним, продажи диска были не слишком велики, и в результате контракт с лейблом был утерян.
В 1988 году Grim Reaper подготовил демо для выпуска нового альбома, под названием Nothing Whatsoever To Do With Hell.. На готовившемся альбоме было 15 треков, два из которых каверы, на Thin Lizzy - Cold Sweat и Diamond Head - Call Me. Однако из-за проблем с лейблом, новый альбом так и не был выпущен. В этом же году было объявлено о роспуске Grim Reaper.
В 1999 году был выпущен сборник The Best of Grim Reaper. В 2006 было объявлено о возрождении группы в «оригинальном» составе, но без Боукотта.
14 января 2017 года, во время тура группы по Южной Америке, Стив Гриммет плохо себя почувствовал на концерте в Гуаякиле (Эквадор). Стив был госпитализирован в связи с инфекцией, поразившей его правую ногу. Была проведена операция, но спасти ногу не удалось и 17 января 2017 года её пришлось ампутировать ниже колена.
14 июля 2017 на фестивале Bang Your Head!!! в городе Балинген, группа впервые выступила после операции, которую пережил Гриммет. Стив выступал на протезе и использовал трость.
В январе 2022 года стало известно, что музыканты работают над новым альбомом, а в марте вышел первый в истории группы концертный альбом — Reaping the Whirlwind.
15 августа 2022 года Стив Гриммет скончался в возрасте 62 лет.

## Участники
Последний состав:
- Стив Гриммет — вокал (Medusa (UK), Chateaux, Onslaught (UK), Lionsheart, Grimmstine)
- Иэн Нэш — гитара (Lionsheart, Seven Deadly Sins, Steve Grimmett)
- Ричи Уокер — бас (Steve Grimmett)
- Пит Ньюдек — ударные (Paul Di’Anno, Eden’s Curse, Steve Grimmett)

Бывшие участники:
Вокал:
- Пол ДеМеркадо (1981—1982)

Гитара:
- Ник Боукотт (1979—1988)

Бас:
- Фил Мэтьюс
- Джефф Кёртис (1987—1988) (Idol Rich)
- Дэйв Ванклин (1981—1987)
- Кевин Нил (1979—1981)
- Берни Бриттэйн (Health Warning)
- Макс Норман

Ударные:
- Брайан Пэрри (Original Sin (UK), Rough Justice, Wrathchild)
- Эдриан Жак (1981—1982)
- Ли Харрис (1982—1984)
- Марк Саймон (1984—1988) (Health Warning, Virgin Star)

## Дискография
Студийные альбомы
- 1983 — See You in Hell
- 1985 — Fear No Evil
- 1987 — Rock You to Hell
- 2016 — Walking in the Shadows
- 2019 — At The Gates

Демо
- 1988 — Nothing Whatsoever To Do With Hell

Сборники
- Heavy Metal Heroes (1981) — песня «The Reaper», записанная в раннем составе: Пол ДеМеркадо — вокал, Ник Боукотт — гитара, Дэйв Ванклин — бас-гитара, Эдриан Жак — барабаны.
- See You in Hell/Fear No Evil (1999)
- Best of Grim Reaper (1999)

Live альбомы
- Reaping the Whirlwind (2022)